# 구르프리트 싱 산두
구르프리트 싱 산두(펀자브어: ਗੁਰਪ੍ਰੀਤ ਸਿੰਘ ਸੰਧੂ, Gurpreet Singh Sandhu, 1992년 2월 3일 ~ )는 인도의 축구 선수로 현재 벵갈루루 FC에서 골키퍼로 활약하고 있으며 인도 축구 대표팀의 주장을 맡고 있다.